# Buštěhrad
Buštěhrad (före 1879: Buckov, tyska: Buschtiehrad, Butzkow) är en stad i Tjeckien. Den ligger i regionen Mellersta Böhmen, i den centrala delen av landet, 18 km väster om huvudstaden Prag. Buštěhrad ligger 323 meter över havet och antalet invånare är 3 302 (2016).
Terrängen runt Buštěhrad är lite kuperad. Runt Buštěhrad är det ganska tätbefolkat, med 80 invånare per kvadratkilometer. Närmaste större samhälle är Prag, 18,1 km öster om Buštěhrad. Trakten runt Buštěhrad består till största delen av jordbruksmark.